# Государство флага

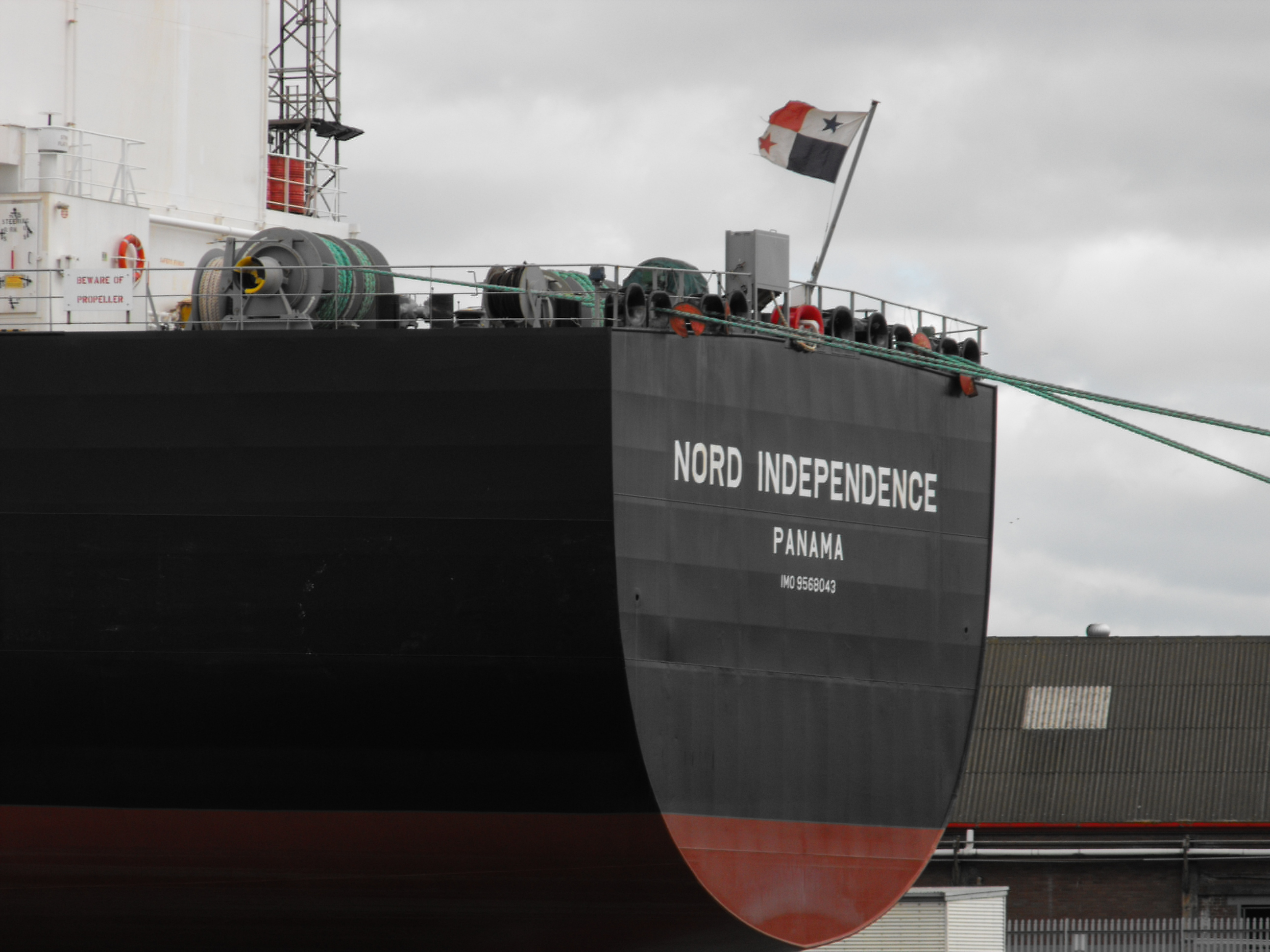
Корма контейнеровоза Nord Independence с указанием порта приписки судна, номера IMO и государства флага

Государство флага — государство, осуществляющее нормативный контроль над коммерческими морскими судами, официально зарегистрированными и ходящими под его флагом.
Контроль включает в себя инспекционные проверки судов, их сертификацию, обеспечение безопасности и защиты окружающей среды при эксплуатации судов.
Часто крупные компании в качестве государства флага выбирают государство с неразвитым морским законодательством. Три крупнейших государства с открытыми корабельными реестрами — Багамские острова, Либерия и Панама. Данная практика называется удобный флаг. Два из государств с «удобными» флагами — Монголия и Боливия — вообще не имеют выхода к морю.